# Francis Herbert Bradley
Francis Herbert Bradley (30 de enero de 1846 - 18 de septiembre de 1924) fue un filósofo británico exponente del idealismo absoluto, un pensamiento situado históricamente en el marco del idealismo alemán, que deriva directamente de la obra del filósofo Georg Wilhelm Friedrich Hegel. Su obra más importante fue Apariencia y realidad (1893), que es considerada como uno de los más originales trabajos de la metafísica británica del siglo XIX, conjugando el hegelianismo y el pragmatismo.

## Biografía
Bradley nació en Clapham, Surrey, Inglaterra (actualmente parte del área metropolitana de Londres). Era hijo de Charles Bradley, predicador evangélico anglicano, y de Emma Linton, segunda esposa de Charles. A. C. Bradley. Educado en el Cheltenham College y en el Marlborough College, leyó en su adolescencia parte de la Crítica de la razón pura de Immanuel Kant. En 1865 ingresó en la Universidad de Oxford. En 1870, fue elegido miembro del Merton College de Oxford, al poco tiempo, se vio afectado por una dolencia renal que lo dejó medio inválido. Vivió en Merton durante más de medio siglo saliendo rara vez excepto para sus viajes a balnearios cerca del mar. El resto de sus días los dedicó por completo a la escritura. Bradley falleció el 18 de septiembre de 1924 y está enterrado en el cementerio Holywell de Oxford.
Durante su vida, Bradley fue un filósofo respetado y se le concedieron títulos honoríficos en numerosas ocasiones. Fue el primer filósofo británico en recibir la Orden del Mérito. Su beca en el Merton College no conllevaba ninguna tarea docente, por lo que tenía libertad para seguir escribiendo. Fue famoso por su enfoque no pluralista de la filosofía. Su punto de vista veía una unidad monista, que trascendía las divisiones entre lógica, metafísica y ética. De forma coherente, su propio punto de vista combinaba el monismo con el idealismo absoluto. Aunque Bradley no se consideraba un filósofo hegeliano, su particular filosofía se inspiraba y contenía elementos del método dialéctico de Hegel.

## Pensamiento
La segunda mitad del siglo XIX fue una época en la que mucha gente estaba preocupada por lo que el poeta Matthew Arnold llamó "un melancólico y largo rugido de retirada" de la fe religiosa tradicional. Una respuesta fue el desarrollo del idealismo absoluto, una filosofía de carácter hegeliano que mantenía que el espíritu es la única realidad. A partir de mediados de la década de 1860, muchos filósofos ingleses y norteamericanos volvieron al idealismo como un sustituto espiritual del cristianismo ortodoxo y como un bastón contra las "maldades" del empirismo y el materialismo. Figuras importantes del movimiento idealista incluyen a Thomas Hill Green, Bernard Bosanquet, Josiah Royce y J.M.E.McTaggart. Probablemente el más brillante entre los idealistas fuera el extraño y solitario F H Bradley. 
En 1909, Bradley publicó un ensayo titulado «On Truth and Coherence» en la revista Mind (reimpreso en Essays on Truth and Reality). El ensayo critica una forma de fundacionalismo infalibilista en epistemología. El filósofo Robert Stern ha argumentado que en este ensayo Bradley defiende la coherencia no como una explicación de la justificación, sino como un criterio o prueba de la verdad.
Bradley también defiende una novedosa teoría de los hechos. Para Bradley, los hechos pueden justificar nuestras creencias, pero ningún hecho justifica ninguna creencia hasta el punto de hacerla inmune a la revisión. «Y el punto de vista que yo defiendo los considera a todos [los hechos] en principio falibles... Los hechos para él [su punto de vista] son verdaderos, podemos decir, sólo en la medida en que funcionan, sólo en la medida en que contribuyen al orden de la experiencia. ... Y no hay ningún 'hecho' que posea un derecho absoluto". Para Bradley, se llega a los hechos históricos a través de un proceso inferencial. «El hecho histórico es entonces (para nosotros) una conclusión; ... Para todo lo que decimos creemos tener razones, nuestras realidades están construidas de inferencias explícitas u ocultas; en una sola palabra, los hechos son inferenciales, y su actualidad depende de la corrección del razonamiento que hace de ellos lo que son".

### Metafísica
Como Hegel, Bradley se adhiere a la idea hegeliana que todo lo que existe es una sola realidad espiritual global que llamó el "Absoluto", definido como la totalidad de lo existente, que está incluso por encima de cualquier contradicción. Todas las demás cosas, incluyendo la religión, la ciencia, los preceptos morales y hasta el sentido común son contradictorias. A diferencia de Hegel, Bradley negaba que la mente humana pudiera alcanzar un entendimiento adecuado del Absoluto. Bajo su punto de vista nuestras mentes son finitas y se anudan ellas mismas cada vez que dividen la realidad en objetos o tratan de entender el Absoluto global.

## Críticas
Cuando se le presionó a Bradley para clarificar la base racional de su filosofía idealista respondió cándidamente que todo su sistema se basaba en la suposición de que "el objeto de la metafísica es encontrar una visión general que satisfaga al intelecto, y... que suceda lo que suceda al hacerlo, es real y verdadero".
Para críticos como Bertrand Russell y G.E. Moore, esto sonaba a una ilusión y el idealismo perdió rápidamente seguidores después de los ataques que sufrió en la primera década del siglo XX.
En 1914, un entonces desconocido T. S. Eliot escribió su tesis doctoral del Departamento de Filosofía de la Universidad de Harvard sobre Bradley. Se titulaba Conocimiento y experiencia en la filosofía de F. H. Bradley. Debido a las tensiones que precedieron y dieron comienzo a la Primera Guerra Mundial, Eliot no pudo regresar a Harvard para su defensa oral, por lo que la universidad nunca le concedió el título. No obstante, Bradley siguió siendo una influencia en la poesía de Eliot.

## Libros y publicaciones
- The Presuppositions of Critical History (1874), Chicago: Quadrangle Books, 1968. (1874 edition)
- Ethical Studies, (1876), Oxford: Clarendon Press, 1927, 1988. (1876 edition)
- The Principles of Logic (1883), London: Oxford University Press, 1922. (Volume 1)/(Volume 2)
- Appearance and Reality (1893), London: S. Sonnenschein; New York: Macmillan. (1916 edition)
- Essays on Truth and Reality, Oxford: Clarendon Press, 1914.
- Aphorisms, Oxford: Clarendon Press, 1930.
- Collected Essays, vols. 1–2, Oxford: Clarendon Press, 1935.